# Assaf al-Qarni
Assaf al-Qarni (arabisch عساف القرني; * 2. April 1984 in Mekka) ist ein saudi-arabischer Fußballtorhüter.

## Karriere

### Verein
Er begann seine Karriere in der Jugend von al-Wahda und stieg zur Saison 2004/05 von der U23 in die erste Mannschaft auf. Im Januar 2006 bis Saisonende ging er per Leihe zu al-Ahli. Danach war er 9 weitere Jahre bei al-Wahda aktiv und wechselte im Sommer 2015 zum Ittihad FC. Hier gewann er einmal den Pokal und den Crown Prince Cup. Im September 2020 endete sein Vertrag und er ist seither vereinslos.

### Nationalmannschaft
Seinen ersten Einsatz im Trikot der saudi-arabischen Nationalmannschaft hatte er in der Startelf am 5. Dezember 2005 bei einer 1:5-Freundschaftsspielniederlage gegen den Irak. Sein erstes bekanntes großes Turnier, ohne Einsatz, war die Asienmeisterschaft 2007. Bis auf Einsätze im Golfpokal 2010 und 2017 wurde er in keinen weiteren Turnierkader berufen. Sein letztes Spiel war ein Freundschaftsspiel gegen Belgien am 27. März 2018 für eine Halbzeit.